# Intiem deel
Een intiem deel, persoonlijk deel of privé-deel is een plek op het menselijk lichaam die gewoonlijk bedekt wordt gehouden door kleding in openbare gelegenheden en conventionele omgevingen, als een kwestie van mode en culturele normen. In verschillende culturen wordt het onthullen van deze delen gezien als een religieus vergrijp.
Definities variëren, maar meestal zijn het in de eerste plaats in de algemeen Europese cultuur de delen die betrokken zijn bij seksuele opwinding, voortplanting, eliminatie van uitwerpselen en aanverwante zaken, waaronder:
- voor beide geslachten: de billen, anus, perineum, venusheuvel, schaamstreek, schaamhaar en liezen;
- voor mannen: de penis en het scrotum;
- voor vrouwen: de vulva, vagina en borsten.

De term intieme delen kan worden opgevat als alleen de uitwendige lichaamsdelen die zichtbaar zijn wanneer ze naakt zijn, in plaats van de lichaamsdelen waarnaar vaker wordt verwezen. Wanneer ze bijvoorbeeld naakt is, is de schaamstreek van een vrouw overwegend zichtbaar in plaats van de vagina, en is het scrotum van een man eerder zichtbaar dan de teelballen die erin zitten.
Vrouwelijke borsten worden beschouwd als delen die in de meeste contexten bedekt zouden zijn, maar met een mate van tolerantie voor toplessheid die varieert tussen verschillende regio's en culturen.
In sommige periodes van de Europese geschiedenis werden vrouwelijke schouders en benen mogelijk als intieme delen beschouwd. Meer conservatieve standpunten in het Westen vinden het in sommige contexten nog steeds gepast dat vrouwen hun schouders bedekken, vooral wanneer ze een kerk of andere heilige ruimte betreden.
In islamitische tradities is de definitie van awrah (het Arabische woord is afgeleid van het Grieks-Latijnse aura en kent meerdere betekenissen) vergelijkbaar met de definitie van intieme delen in de westerse cultuur. De mate van bedekking van het vrouwelijk lichaam hangt af van de situatie, maar kan naast de eerder genoemde "intieme delen" ook het haar, de schouders en de nek omvatten. Een meerderheid van de moslimgeleerden is het erover eens dat het hele lichaam behalve het gezicht en de handen bedekt moet zijn in het openbaar of in het bijzijn van niet-verwante niet-moslimvrouwen en in het bijzijn van niet-verwante mannen. De uitzonderingen zijn de Hanafieten en de Sjafieten, die het erover eens zijn dat de voeten geen deel uitmaken van de awrah en daarom mogen worden geopenbaard. Voor mannen beschouwen de meeste islamgeleerden alle lichaamsdelen tussen de navel en de knieën als awrah. Volgens de Hanbalieten (waaronder de Wahabieten) horen ook navel en knieën hier inclusief bij.
Het opzettelijk blootleggen van iemands intieme delen is een vorm van exhibitionisme. Dergelijke blootstelling kan worden onderworpen aan strikte sociale regels, sociale controle en zelfs strafrechtelijke vervolging. Het onbedoeld blootleggen van intieme delen (zoals in het geval van een "wardrobe malfunction") kan verband houden met schaamtegevoelens.
Het opzettelijk aanraken van de intieme delen van een andere persoon, zelfs door middel van kleding, wordt vaak geassocieerd met seksuele bedoelingen. Als dit gebeurt zonder de toestemming van de persoon die wordt aangeraakt, wordt dit beschouwd als betasten of in sommige gevallen seksuele intimidatie of aanranding.
Naturisme is een levensstijlkeuze die wordt gekenmerkt door het beoefenen van naaktheid, zowel alleen als in groepen. Meerdere naturisten zijn van mening dat naaktheid niet automatisch een seksuele toestand is en dat het bedekken van delen van het lichaam slechts een sociale constructie is: zij geloven dat de normen van de samenleving kunnen worden gehandhaafd, zelfs wanneer iedereen naakt is.